# Caza de Marjayoûn
Caza de Marjayoûn (arabiska: قضاء مرجعيون) är ett distrikt i Libanon.   Det ligger i guvernementet Nabatiye, i den södra delen av landet, 70 kilometer söder om huvudstaden Beirut.
Trakten runt Caza de Marjayoûn består i huvudsak av gräsmarker. Runt Caza de Marjayoûn är det tätbefolkat, med 476 invånare per kvadratkilometer.